# Carlos Omar Delgado
Carlos Omar Delgado (7 de fevereiro de 1949 – 1 de dezembro de 2002) foi um ex-goleiro equatoriano. Ele defendeu a seleção equatoriana em 26 jogos, 6 jogos nas duas Copa América (3 jogos em 1975 e 3 em 1983).
Carlos Delgado é o primeiro goleiro equatoriano a marcar gol. Isso aconteceu no segundo turno do campeonato equatoriano, em 26 de setembro de 1976, quando surpreendeu (com a ajuda do vento) o uruguaio Gerardo Rodríguez ao marcar o quarto gol contra o Barcelona, no Estádio Atahualpa, na vitória por 5 a 2.
El Bacán faleceu de ataque cardíaco em 1º de dezembro de 2002 aos 53 anos de idade.

## Títulos
Emelec
- Campeonato Equatoriano: 1972

El Nacional
- Campeonato Equatoriano: 1973, 1976, 1977, 1978, 1982, 1983